# Filisparsa
Filisparsa is een geslacht van mosdiertjes uit de familie van de Oncousoeciidae en de orde Cyclostomatida.

## Soorten
- Filisparsa calypso Buge, 1979
- Filisparsa candeana d'Orbigny, 1853
- Filisparsa discreta Calvet, 1906
- Filisparsa elegans Canu & Bassler, 1929
- Filisparsa gracilis Brood, 1976
- Filisparsa profunda Harmelin & d'Hondt, 1982
- Filisparsa rugosa Canu & Bassler, 1929
- Filisparsa rustica (d'Orbigny, 1853)
- Filisparsa sinuosa Canu & Bassler, 1929
- Filisparsa solida Calvet, 1906

- Filisparsa marginata d'Orbigny, 1853 (taxon inquirendum)
- Filisparsa pennata Norman, 1909 (taxon inquirendum)
- Filisparsa rugosa d'Orbigny, 1853 (taxon inquirendum)

Niet geaccepteerde soort:
- Filisparsa superba (Jullien, 1882) → Tervia irregularis (Meneghini, 1844)